# Llista d'asteroides/501–600
| Nom                | Data de descobriment    | Lloc de descobriment                  | Descobridor(s)      |
| ------------------ | ----------------------- | ------------------------------------- | ------------------- |
| (501) Urhixidur    | 18 de gener del 1903    | Heidelberg, Alemanya                  | M. F. Wolf          |
| (502) Sigune       | 19 de gener del 1903    | Heidelberg, Alemanya                  | M. F. Wolf          |
| (503) Evelyn       | 19 de gener del 1903    | Heidelberg, Alemanya                  | R. S. Dugan         |
| (504) Cora         | 30 de juny del 1902     | Arequipa, Perú                        | S. I. Bailey        |
| (505) Cava         | 21 d'agost del 1902     | Arequipa, Perú                        | R. H. Frost         |
| (506) Marion       | 17 de febrer del 1903   | Heidelberg, Alemanya                  | R. S. Dugan         |
| (507) Laodica      | 19 de febrer del 1903   | Heidelberg, Alemanya                  | R. S. Dugan         |
| (508) Princetonia  | 20 d'abril del 1903     | Heidelberg, Alemanya                  | R. S. Dugan         |
| 509 Iolanda        | 28 d'abril del 1903     | Heidelberg, Alemanya                  | M. F. Wolf          |
| (510) Mabella      | 20 de maig del 1903     | Heidelberg, Alemanya                  | R. S. Dugan         |
| (511) Davida       | 30 de maig del 1903     | Heidelberg, Alemanya                  | R. S. Dugan         |
| (512) Taurinensis  | 23 de juny del 1903     | Heidelberg, Alemanya                  | M. F. Wolf          |
| (513) Centesima    | 24 d'agost del 1903     | Heidelberg, Alemanya                  | M. F. Wolf          |
| (514) Armida       | 24 d'agost del 1903     | Heidelberg, Alemanya                  | M. F. Wolf          |
| (515) Athalia      | 20 de setembre del 1903 | Heidelberg, Alemanya                  | M. F. Wolf          |
| (516) Amherstia    | 20 de setembre del 1903 | Heidelberg, Alemanya                  | R. S. Dugan         |
| (517) Edith        | 22 de setembre del 1903 | Heidelberg, Alemanya                  | R. S. Dugan         |
| (518) Halawe       | 20 d'octubre del 1903   | Heidelberg, Alemanya                  | R. S. Dugan         |
| (519) Sylvania     | 20 d'octubre del 1903   | Heidelberg, Alemanya                  | R. S. Dugan         |
| (520) Franziska    | 27 d'octubre del 1903   | Heidelberg, Alemanya                  | M. F. Wolf, P. Götz |
| (521) Brixia       | 10 de gener del 1904    | Heidelberg, Alemanya                  | R. S. Dugan         |
| (522) Helga        | 10 de gener del 1904    | Heidelberg, Alemanya                  | M. F. Wolf          |
| (523) Ada          | 27 de gener del 1904    | Heidelberg, Alemanya                  | R. S. Dugan         |
| (524) Fidelio      | 14 de març del 1904     | Heidelberg, Alemanya                  | M. F. Wolf          |
| (525) Adelaide     | 21 d'octubre del 1908   | Taunton (Massachusetts), Estats Units | J. H. Metcalf       |
| (526) Jena         | 14 de març del 1904     | Heidelberg, Alemanya                  | M. F. Wolf          |
| (527) Euryanthe    | 20 de març del 1904     | Heidelberg, Alemanya                  | M. F. Wolf          |
| (528) Rezia        | 20 de març del 1904     | Heidelberg, Alemanya                  | M. F. Wolf          |
| (529) Preziosa     | 20 de març del 1904     | Heidelberg, Alemanya                  | M. F. Wolf          |
| (530) Turandot     | 11 d'abril del 1904     | Heidelberg, Alemanya                  | M. F. Wolf          |
| (531) Zerlina      | 12 d'abril del 1904     | Heidelberg, Alemanya                  | M. F. Wolf          |
| (532) Herculina    | 20 d'abril del 1904     | Heidelberg, Alemanya                  | M. F. Wolf          |
| (533) Sara         | 19 d'abril del 1904     | Heidelberg, Alemanya                  | R. S. Dugan         |
| (534) Nassovia     | 19 d'abril del 1904     | Heidelberg, Alemanya                  | R. S. Dugan         |
| (535) Montague     | 7 de maig del 1904      | Heidelberg, Alemanya                  | R. S. Dugan         |
| (536) Merapi       | 11 de maig del 1904     | Washington D.C, Estats Units          | G. H. Peters        |
| (537) Pauly        | 7 de juliol del 1904    | Niça, França                          | A. Charlois         |
| (538) Friederike   | 18 de juliol del 1904   | Heidelberg, Alemanya                  | P. Götz             |
| (539) Pamina       | 2 d'agost del 1904      | Heidelberg, Alemanya                  | M. F. Wolf          |
| (540) Rosamunde    | 3 d'agost del 1904      | Heidelberg, Alemanya                  | M. F. Wolf          |
| (541) Deborah      | 4 d'agost del 1904      | Heidelberg, Alemanya                  | M. F. Wolf          |
| (542) Susanna      | 15 d'agost del 1904     | Heidelberg, Alemanya                  | P. Götz, A. Kopff   |
| (543) Charlotte    | 11 de setembre del 1904 | Heidelberg, Alemanya                  | P. Götz             |
| (544) Jetta        | 11 de setembre del 1904 | Heidelberg, Alemanya                  | P. Götz             |
| (545) Messalina    | 3 d'octubre del 1904    | Heidelberg, Alemanya                  | P. Götz             |
| (546) Herodias     | 10 d'octubre del 1904   | Heidelberg, Alemanya                  | P. Götz             |
| (547) Praxedis     | 14 d'octubre del 1904   | Heidelberg, Alemanya                  | P. Götz             |
| (548) Kressida     | 14 d'octubre del 1904   | Heidelberg, Alemanya                  | P. Götz             |
| (549) Jessonda     | 15 de novembre del 1904 | Heidelberg, Alemanya                  | M. F. Wolf          |
| (550) Senta        | 16 de novembre del 1904 | Heidelberg, Alemanya                  | M. F. Wolf          |
| (551) Ortrud       | 16 de novembre del 1904 | Heidelberg, Alemanya                  | M. F. Wolf          |
| (552) Sigelinde    | 14 de desembre del 1904 | Heidelberg, Alemanya                  | M. F. Wolf          |
| (553) Kundry       | 27 de desembre del 1904 | Heidelberg, Alemanya                  | M. F. Wolf          |
| (554) Peraga       | 8 de gener del 1905     | Heidelberg, Alemanya                  | P. Götz             |
| (555) Norma        | 14 de gener del 1905    | Heidelberg, Alemanya                  | M. F. Wolf          |
| (556) Phyllis      | 8 de gener del 1905     | Heidelberg, Alemanya                  | P. Götz             |
| (557) Violetta     | 26 de gener del 1905    | Heidelberg, Alemanya                  | M. F. Wolf          |
| (558) Carmen       | 9 de febrer del 1905    | Heidelberg, Alemanya                  | M. F. Wolf          |
| (559) Nanon        | 8 de març del 1905      | Heidelberg, Alemanya                  | M. F. Wolf          |
| (560) Delila       | 13 de març del 1905     | Heidelberg, Alemanya                  | M. F. Wolf          |
| (561) Ingwelde     | 26 de març del 1905     | Heidelberg, Alemanya                  | M. F. Wolf          |
| (562) Salome       | 3 d'abril del 1905      | Heidelberg, Alemanya                  | M. F. Wolf          |
| (563) Suleika      | 6 d'abril del 1905      | Heidelberg, Alemanya                  | P. Götz             |
| (564) Dudu         | 9 de maig del 1905      | Heidelberg, Alemanya                  | P. Götz             |
| (565) Marbachia    | 9 de maig del 1905      | Heidelberg, Alemanya                  | M. F. Wolf          |
| (566) Stereoskopia | 28 de maig del 1905     | Heidelberg, Alemanya                  | P. Götz             |
| (567) Eleutheria   | 28 de maig del 1905     | Heidelberg, Alemanya                  | P. Götz             |
| (568) Cheruskia    | 26 de juliol del 1905   | Heidelberg, Alemanya                  | P. Götz             |
| (569) Misa         | 27 de juliol del 1905   | Viena, Àustria                        | J. Palisa           |
| (570) Kythera      | 30 de juliol del 1905   | Heidelberg, Alemanya                  | M. F. Wolf          |
| (571) Dulcinea     | 4 de setembre del 1905  | Heidelberg, Alemanya                  | P. Götz             |
| (572) Rebekka      | 19 de setembre del 1905 | Heidelberg, Alemanya                  | P. Götz             |
| (573) Recha        | 19 de setembre del 1905 | Heidelberg, Alemanya                  | M. F. Wolf          |
| (574) Reginhild    | 19 de setembre del 1905 | Heidelberg, Alemanya                  | M. F. Wolf          |
| (575) Renate       | 19 de setembre del 1905 | Heidelberg, Alemanya                  | M. F. Wolf          |
| (576) Emanuela     | 22 de setembre del 1905 | Heidelberg, Alemanya                  | P. Götz             |
| (577) Rhea         | 20 d'octubre del 1905   | Heidelberg, Alemanya                  | M. F. Wolf          |
| (578) Happelia     | 1 de novembre del 1905  | Heidelberg, Alemanya                  | M. F. Wolf          |
| (579) Sidonia      | 3 de novembre del 1905  | Heidelberg, Alemanya                  | A. Kopff            |
| (580) Selene       | 17 de desembre del 1905 | Heidelberg, Alemanya                  | M. F. Wolf          |
| (581) Tauntonia    | 24 de desembre del 1905 | Taunton (Massachusetts), Estats Units | J. H. Metcalf       |
| (582) Olympia      | 23 de gener del 1906    | Heidelberg, Alemanya                  | A. Kopff            |
| (583) Klotilde     | 31 de desembre del 1905 | Viena, Àustria                        | J. Palisa           |
| (584) Semiramis    | 15 de gener del 1906    | Heidelberg, Alemanya                  | A. Kopff            |
| (585) Bilkis       | 16 de febrer del 1906   | Heidelberg, Alemanya                  | A. Kopff            |
| (586) Thekla       | 21 de febrer del 1906   | Heidelberg, Alemanya                  | M. F. Wolf          |
| (587) Hypsipyle    | 22 de febrer del 1906   | Heidelberg, Alemanya                  | M. F. Wolf          |
| (588) Aquil·les    | 22 de febrer del 1906   | Heidelberg, Alemanya                  | M. F. Wolf          |
| (589) Croatia      | 3 de març del 1906      | Heidelberg, Alemanya                  | A. Kopff            |
| (590) Tomyris      | 4 de març del 1906      | Heidelberg, Alemanya                  | M. F. Wolf          |
| (591) Irmgard      | 14 de març del 1906     | Heidelberg, Alemanya                  | A. Kopff            |
| (592) Bathseba     | 18 de març del 1906     | Heidelberg, Alemanya                  | M. F. Wolf          |
| (593) Titania      | 20 de març del 1906     | Heidelberg, Alemanya                  | A. Kopff            |
| 594 Mireille       | 27 de març del 1906     | Heidelberg, Alemanya                  | M. F. Wolf          |
| (595) Polyxena     | 27 de març del 1906     | Heidelberg, Alemanya                  | A. Kopff            |
| (596) Scheila      | 21 de febrer del 1906   | Heidelberg, Alemanya                  | A. Kopff            |
| (597) Bandusia     | 16 d'abril del 1906     | Heidelberg, Alemanya                  | M. F. Wolf          |
| (598) Octavia      | 13 d'abril del 1906     | Heidelberg, Alemanya                  | M. F. Wolf          |
| (599) Luisa        | 25 d'abril del 1906     | Taunton (Massachusetts), Estats Units | J. H. Metcalf       |
| (600) Musa         | 14 de juny del 1906     | Taunton, Massachusetts, Estats Units  | J. H. Metcalf       |